# Digital mockup

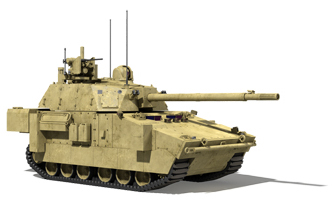
Schiţa digitală a XM1202 sistem asamblat de luptă

Schița Digitală sau DMU (în engleză Digital MockUp) este un concept care permite descrierea unui produs, de obicei în relief, pe de-a-ntregul procedeu life cycle (care cuprinde toate etapele care permit realizarea lui). Produsul are un inginer proiectant, un inginer manufacturor, și un inginer de suport. Ei lucrează împreună pentru a realiza și iau parte la managmentul schiței digitale DMU.

## Obiective
Unul din obiectivele schiței digitale sau schițării digitale este de a avea o cunoaștere aprofundată a viitorului, sau produsele reale din ansamblu să fie interschimbabile cu unele virtuale (denumite prototipuri) folosind tehnici de grafică software 3D.
Prin extensie schița digitală se mai definește ca “proto-tipizare digitală sau virtuală”. Aceste definiții specifice se referă la producția unui prototip fizic și sunt parte a conceptului DMU (Digital Mock-Up). Acest concept permite inginerilor să proiecteze, să modeleze structuri complexe, și să verifice designul unui produs, fără ca să aibă nevoie vreodată să construiască produsul în realitate.

## Scop
- reducerea timpului de punere pe piață prin identificarea problemelor încă din proiectare.
- reducerea costurilor de producție prin minimizarea numărului de prototipuri care trebuie realizate.
- îmbunătățirea calității produsului prin alocarea alternative de proiect care să fie verificate înainte ca să fie ales unul final.
- împărțirea responsabilităților referitoare la funcțiile produsului în cadrul întreprinderii.

## Software
- NX de la Siemens PLM Software
- CATIA de la Dassault Systèmes
- Gpure de la DeltaCAD
- Orealia de la Onesia 4 Interactive 3D Digital MockUp
- Showcase de la Autodesk
- Creo de la Parametric Technology Corporation